# El Carrer de Peucalçó
El Carrer de Peucalçó és un petit veïnat de masies disperses del municipi de Santa Maria d'Oló a la comarca del Moianès.
Està situat a migdia de Santa Maria d'Oló, al nord-est de Sant Joan d'Oló i al nord-oest de Sant Vicenç de Vilarassau. És a l'extrem de llevant del Serrat de Mascarell, a la partió d'aigües de les rieres de Malrubí i d'Oló.
Les masies que pertanyen a aquesta parròquia són el Mas Rovira, que n'és, de fet, el centre, i les de Moretones, Puigneró, Tosselles i Torrecuguça, entre les que es conserven, senceres o en ruïnes, avui dia.